# Rodésia nos Jogos Olímpicos de Verão de 1964
A Rodésia (atual Zimbabwe) participou dos Jogos Olímpicos de Verão de 1964 em Tóquio, Japão. Foi a última das três aparições nos Jogos Olímpicos por uma representação da Rodésia;  Zimbabwe faria sua primeira aparição nos Jogos Olímpicos de Verão de 1980.